# Bulbophyllum fascinator
Bulbophyllum fascinator és una espècie d'orquídia epífita originària d'Àsia.

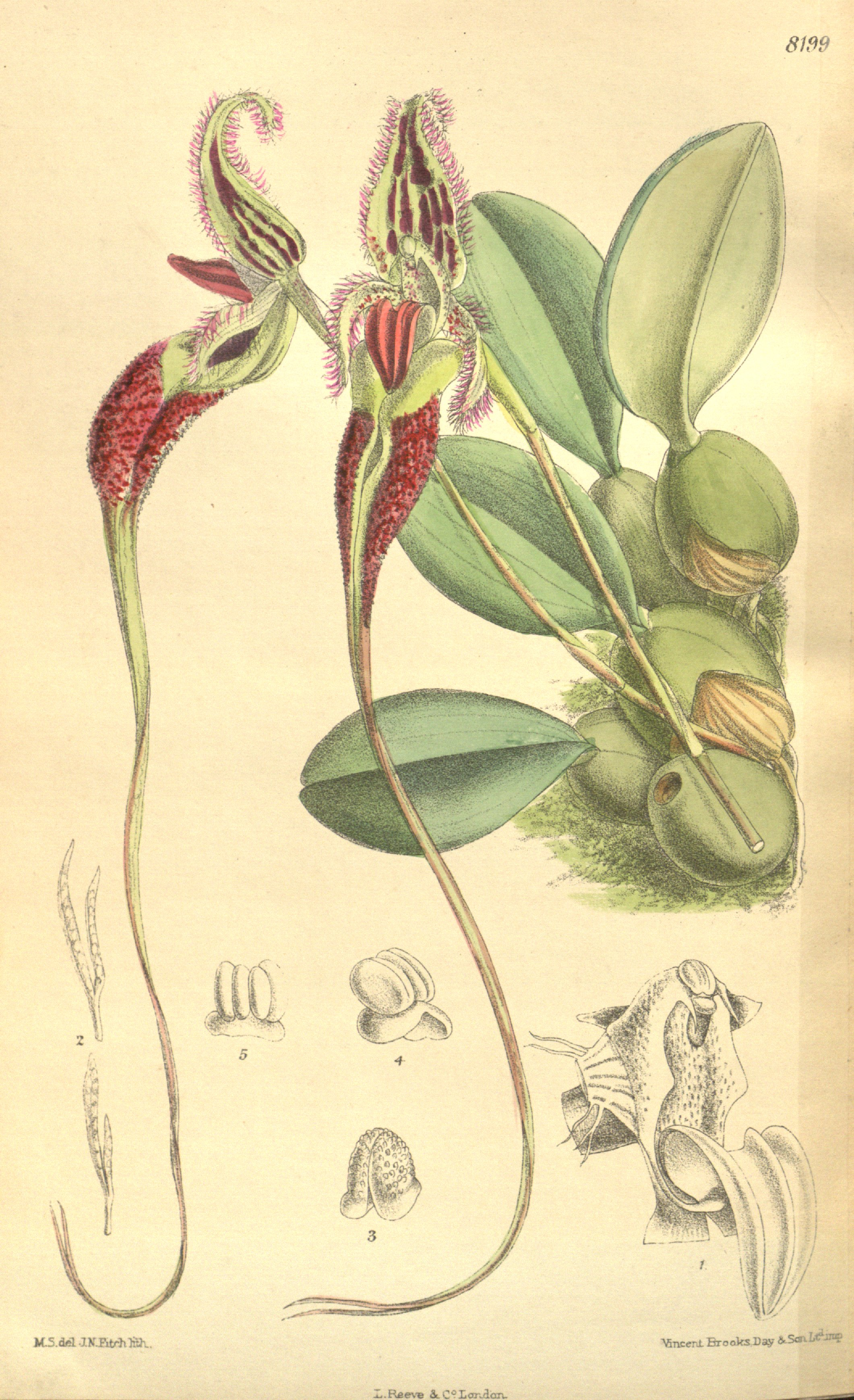
Il·lustració

## Descripció
És una orquídia petita que prefereix el clima fresc, amb hàbits d'epífita, amb pseudobulbs, separats de 2 a 3 cm entre si, de color verd oliva, que porten una sola fulla apical oblongoel·líptica, sèssil. Floreix en l'estiu i la tardor amb una inflorescència basal, erecta, de 14 cm de llarg, amb una única flor, amb una bràctea floral membranosa, lanceolada.

## Distribució i hàbitat
Es troba a Myanmar, Tailàndia, Laos i el Vietnam, als boscos montans primaris, a alçades de 1.000 a 2.000 metres.

## Taxonomia
Bulbophyllum fascinator fou descrita per (Rolfe) Robert Allen Rolfe en Botanical Magazine, 134: t. 8199. 1908.
Etimologia

Bulbophyllum: nom genèric que es refereix a la forma de les fulles, que és bulbosa.
fascinator: epítet llatí que significa 'fascinant'.
Sinonímia

- Cirrhopetalum fascinator Rolfe	basiònim
- Mastigion fascinator (Rolfe) Garay, Hamer & Siegerist[4][5]